# Andrea Wechsler
Andrea Wechsler, née le 19 juin 1977 à Ulm (RFA), est une femme politique allemande. Membre de l'Union chrétienne-démocrate d'Allemagne (CDU), elle est élue députée européenne le 9 juin 2024.

## Biographie

### Études et carrière professionnelle
Andrea Wechsler est titulaire d'un Master of Arts en jurisprudence de l'université d'Oxford, d'un Master of Laws de la Columbia Law School, d'un Master of Laws et d'un doctorat de l'université Louis-et-Maximilien de Munich, ainsi que d'un diplôme de langue chinoise de l'université de Pékin. En 2001, elle effectue un stage au bureau de coordination de l'organisation mondiale de la propriété intellectuelle et est greffière pour la juge Ninon Colneric à la Cour de justice de l'Union européenne.
De 2002 à 2005, elle est consultante en gestion pour McKinsey & Company et pour le think tank Asia House. Elle est chercheuse et coordinatrice de programme à l'institut Max Planck pour l'innovation et la concurrence de 2008 à 2011. Depuis 2013, elle est professeure de droit économique à l'université de Pforzheim.

### Carrière politique
Andrea Wechsler rejoint la Junge Union à l'âge de 15 ans. Lors des élections régionales de 2021 en Bade-Wurtemberg, elle est candidate pour la circonscription de Ludwigsburg. Pour les élections au Parlement européen de 2024, elle est la tête de liste de la CDU en Bade-Wurtemberg et est élue députée européenne.